# Coupe du Président d'Irlande 2015
Navigation
Édition précédente Édition suivante
La Coupe du Président d'Irlande 2015, en anglais : 2015 President of Ireland's Cup, est la deuxième édition de la Coupe du Président, une compétition de football qui oppose chaque année en début de saison le vainqueur du championnat et de la Coupe d'Irlande. Le St. Patrick's Athletic FC, vainqueur de l'édition précédente, a l'occasion de conserver son titre.

## Le match
Le match oppose le champion d'Irlande 2014, le Dundalk Football Club, au vainqueur de la Coupe d'Irlande 2014, le St. Patrick's Athletic FC. Il se déroule le 25 février 2015 à Oriel Park, stade situé à Dundalk.
St Patrick's ouvre le score peu après la demi-heure de jeu par l'intermédiaire de Chris Forrester (en), sur un bon centre venu de sa droite. Une minute plus tard seulement, c'est Daryl Horgan qui égalise pour Dundalk de l'extérieur de la surface, et, dans les instants qui suivent, Richie Towell finit de renverser le match pour le club du Louth.
| Titulaires :    |                |       |
|                 |                |       |
| 1               | Gary Rogers    |       |
| 2               | Seán Gannon    |       |
| 3               | Brian Gartland |       |
| 4               | Andy Boyle     |       |
| 5               | Chris Shields  |       |
| 7               | Daryl Horgan   | 82e   |
| 8               | John Mountney  | 90+1e |
| 9               | David McMillan | 65e   |
| 10              | Ronan Finn     |       |
| 14              | Dane Massey    |       |
| 17              | Richie Towell  |       |
|                 |                |       |
| Remplaçants :   |                |       |
| 11              | Kurtis Byrne   | 65e   |
| 19              | Jake Kelly     | 90+1e |
| 21              | Darren Meenan  | 82e   |
|                 |                |       |
| Sélectionneur : |                |       |
| Stephen Kenny   |                |       |

| Titulaires :    |                  |     |
|                 |                  |     |
| 1               | Brendan Clarke   |     |
| 3               | Ian Bermingham   |     |
| 4               | Jason McGuinness |     |
| 5               | Seán Hoare       |     |
| 6               | Greg Bolger      |     |
| 7               | Conan Byrne      | 83e |
| 9               | Chris Fagan      |     |
| 11              | Killian Brennan  | 73e |
| 14              | James Chambers   |     |
| 17              | Chris Forrester  | 86e |
| 22              | Conor McCormack  |     |
|                 |                  |     |
| Remplaçants :   |                  |     |
| 10              | Ciarán Kilduff   | 73e |
| 12              | Lee Desmond      | 83e |
| 21              | Darragh Markey   | 83e |
|                 |                  |     |
| Sélectionneur : |                  |     |
| Liam Buckley    |                  |     |

| Titulaires :    |                |       |
|                 |                |       |
| 1               | Gary Rogers    |       |
| 2               | Seán Gannon    |       |
| 3               | Brian Gartland |       |
| 4               | Andy Boyle     |       |
| 5               | Chris Shields  |       |
| 7               | Daryl Horgan   | 82e   |
| 8               | John Mountney  | 90+1e |
| 9               | David McMillan | 65e   |
| 10              | Ronan Finn     |       |
| 14              | Dane Massey    |       |
| 17              | Richie Towell  |       |
|                 |                |       |
| Remplaçants :   |                |       |
| 11              | Kurtis Byrne   | 65e   |
| 19              | Jake Kelly     | 90+1e |
| 21              | Darren Meenan  | 82e   |
|                 |                |       |
| Sélectionneur : |                |       |
| Stephen Kenny   |                |       |

| Titulaires :    |                  |     |
|                 |                  |     |
| 1               | Brendan Clarke   |     |
| 3               | Ian Bermingham   |     |
| 4               | Jason McGuinness |     |
| 5               | Seán Hoare       |     |
| 6               | Greg Bolger      |     |
| 7               | Conan Byrne      | 83e |
| 9               | Chris Fagan      |     |
| 11              | Killian Brennan  | 73e |
| 14              | James Chambers   |     |
| 17              | Chris Forrester  | 86e |
| 22              | Conor McCormack  |     |
|                 |                  |     |
| Remplaçants :   |                  |     |
| 10              | Ciarán Kilduff   | 73e |
| 12              | Lee Desmond      | 83e |
| 21              | Darragh Markey   | 83e |
|                 |                  |     |
| Sélectionneur : |                  |     |
| Liam Buckley    |                  |     |